# Abanca
Abanca est une banque espagnole basée en Galice. Créée le 14 septembre 2011 sous le nom de NCG Banco S.A., elle a absorbé Banco Etcheverría en 2014.

## Histoire
En mars 2018, Abanca acquiert les activités de détails (banque privé et dédiée au petites entreprises) au Portugal de Deutsche Bank,. En novembre 2018, Abanca acquiert les activités espagnoles de Caixa Geral de Depósitos.